# Anne Murielle Ravina
Anne Murielle Ravina (sinh ngày 8 tháng 4 năm 1995) là một người mẫu và người đẹp đoạt danh hiệu cuộc thi sắc đẹp đến từ Mauritius. Cô đã đăng quang ngôi vị Hoa hậu Mauritius 2017 và đại diện cho Mauritius tại cuộc thi Hoa hậu Hoàn vũ 2021 ở Eilat, Israel nhưng không đạt thành tích gì. Trước đó, cô đã đại diện cho Mauritius tại Hoa hậu Thế giới 2018 và lọt vào Top 12 chung cuộc. Năm 2022, cô tiếp tục được đại diện cho Mauritius tại Hoa hậu Siêu quốc gia 2022 được tổ chức tại Ba Lan.

## Tiểu sử
Ravina sinh ra và lớn lên ở Creve Coeur, Đảo Rodrigues, Mauritius. Cô tốt nghiệp trường Cao đẳng Rodrigues ở Port Mathurin và cũng theo học Đại học Mauritius (UOM) ở Réduit, Moka, Mauritius, nơi cô lấy bằng cử nhân khoa học chính trị.

## Các cuộc thi sắc đẹp

### Hoa hậu Mauritius 2017
Vào tháng 9 năm 2017, Ravina đại diện cho Rodrigues tại Hoa hậu Mauritius 2017, và đăng quang ngôi vị hoa hậu. Vào đêm chung kết cô được Bessika Bucktawor trao lại vương miện.

### Hoa hậu Thế giới 2018
Vào ngày 8 tháng 12 năm 2018, Ravina đại diện cho Mauritius tại Hoa hậu Thế giới 2018 tại Sanya City Arena ở Tam Á, Trung Quốcvà lọt vào Top 12 chung cuộc.

### Hoa hậu Hoàn vũ 2021
Vào ngày 29 tháng 8 năm 2021, Ravina được tổ chức Hoa hậu Mauritius chỉ định tham gia cuộc thi Hoa hậu Hoàn vũ 2021 ở Eilat, Israel nhưng không đạt thành tích gì.

### Hoa hậu Siêu quốc gia 2022
Năm 2022, cô tiếp tục được chỉ định là đại diện của Mauritius tại Hoa hậu Siêu quốc gia 2022 được tổ chức tại Ba Lan